# 藤沢郵便局 (神奈川県)
藤沢郵便局（ふじさわゆうびんきょく）は、神奈川県藤沢市にある郵便局。民営化前の分類では集配普通郵便局であった。局番号は02008。

## 概要
住所：〒251-8799 神奈川県藤沢市藤沢115-2

### 併設施設
- ゆうちょ銀行藤沢店（さいたま支店藤沢出張所）：取扱店番号020080
- かんぽ生命保険藤沢支店

## 沿革
- 1871年4月20日（明治4年3月1日） - 日本の近代郵便制度の創設とともに藤沢郵便取扱所として開設[1]。
- 1873年（明治6年） - 藤沢郵便役所となる[1]。
- 1875年（明治8年）1月1日 - 藤沢郵便局（三等）となる。翌日より為替取扱を開始[1]。
- 1879年（明治12年） - 貯金業務を開始[1]。
- 1897年（明治30年）3月21日 - 藤沢郵便電信局となる[1]。
- 1903年（明治36年）4月1日 - 通信官署官制の施行に伴い藤沢郵便局となる[1]。
- 1948年（昭和23年）12月6日 - 片瀬郵便局から集配業務の一部[2]を移管[3]。
- 1950年（昭和25年）2月28日 - 庁舎敷地（藤沢市大字藤沢字大道東113の7外6筆）584.49坪が、飛嶋繁から寄付される[4]。
- 1958年（昭和33年）10月10日 - 藤沢電報電話局に電信為替の業務の一部を引き継ぐ[5]。
- 1974年（昭和49年）5月 - 局舎落成。
- 1992年（平成4年）9月1日 - 藤沢市藤沢に、藤沢さいか屋内出張所を置く（CD業務のみ）[6]。
- 1993年（平成5年）3月22日 - 藤沢市辻堂新町一丁目に、ニチイ内出張所を置く（CD業務のみ）[7]。
- 1993年（平成5年）7月1日 - 外国通貨の両替および旅行小切手の売買に関する業務取扱を開始[8]。
- 1997年（平成9年）3月19日 - 藤沢市南藤沢に、ライン南藤沢ビル内出張所を置く（ATM業務のみ）[9]。
- 1997年（平成9年）4月14日 - 現在の局舎での業務を開始[10]。
- 2007年（平成19年）10月1日 - 民営化に伴い、郵便事業藤沢支店、ゆうちょ銀行藤沢店、かんぽ生命保険藤沢支店に一部業務を移管。
- 2012年（平成24年）10月1日 - 日本郵便株式会社発足に伴い、郵便事業藤沢支店を藤沢郵便局に統合。

## 取扱内容

### 藤沢郵便局
- 郵便、印紙、ゆうパック、内容証明
- 生命保険、バイク自賠責保険、自動車保険、がん保険、引受条件緩和型医療保険
- 藤沢市内の一部地域（善行地区より南部：〒251-00xx、251-08xx）の集配業務
  - 第一集配営業部
西富、大鋸、藤が岡、川名、弥勒寺、村岡東、高谷、小塚、宮前、渡内、柄沢、片瀬、片瀬山、片瀬目白山、片瀬海岸、江の島、本町、朝日町、藤沢（旧番地）、鵠沼（旧番地）
  - 第二集配営業部
南藤沢、鵠沼花沢町、鵠沼橘、鵠沼東、鵠沼石上、鵠沼藤が谷、鵠沼神明、本鵠沼、鵠沼桜が岡、鵠沼松が岡、鵠沼海岸、辻堂、辻堂東海岸、辻堂西海岸
  - 第三集配営業部
藤沢（新番地）、本藤沢、大庭、白旗、花の木、みその台、立石、善行、善行坂、善行団地、城南、羽鳥、稲荷、辻堂神台、辻堂新町、辻堂元町、辻堂太平台
- ゆうゆう窓口

### ゆうちょ銀行藤沢店
- 貯金、貸付、為替、振替、振込、国際送金、外貨両替、トラベラーズチェック、国債、投資信託、変額年金保険、スルガ銀行の個人ローンの申込
- ATM

### かんぽ生命保険藤沢支店
個人向け窓口業務は、郵便局が代理店として行う。

## 周辺
- 藤沢市役所
- 藤沢市消防本部
- 藤沢産業センター
- 藤沢税務署
- 藤沢簡易裁判所

## アクセス
- JR東海道線、小田急江ノ島線、江ノ島電鉄線 藤沢駅（北口） - 徒歩約5分
- 神奈中バス、江ノ電バス - 藤沢駅北口停留所下車
- 新湘南バイパス - 藤沢ICから南東へ約4km
- 国道467号沿い
- 駐車場あり：6台